# 盧戈氏碘液
盧戈氏碘液（英語：Lugol's iodine），也稱為碘水溶液（aqueous iodine）或是強碘溶液（strong iodine solution），是一種含有碘化鉀與碘的水溶液。它是一種具有多重目的的藥物和消毒劑。手術前使用口服盧戈氏碘液，可減少甲狀腺功能亢進症手術時失血量、保護甲狀腺免受放射性碘傷害，以及治療碘缺乏病。它可用於篩查子宮頸癌。它可作為消毒劑。用於針刺傷害等造成的小型傷口。在飲用水加入少量盧戈氏碘液是種緊急的消毒手段。
使用盧戈氏碘液的副作用有過敏反應、頭痛、嘔吐和結膜炎。長期使用可能導致睡眠困難和憂鬱。通常不建議在懷孕或母乳哺育期間的個體使用，以免對於胎兒或是嬰兒造成安全上的顧慮。盧戈氏碘液是一種液體，由兩份碘化鉀和一份元素碘溶於水中製成。
盧戈氏碘液於1829年首次由法國醫師讓·盧戈製成。它已列入世界衛生組織基本藥物標準清單之中。市面上有盧戈氏碘液的通用名藥物（學名藥）和非處方藥販售。盧戈氏溶液中的碘濃度各有不同。濃度超過2.2%，且數量超過一定限制的溶液則受法規管制。

## 用途

### 醫療用途
在瀰漫性毒性甲狀腺腫患者進行甲狀腺切除術之前給予盧戈氏溶液，可減少術中的失血量。然而對於已透過抗甲狀腺藥物和左旋甲狀腺素治療，而達到甲狀腺功能正常的患者，其效果似乎不佳 。
- 在陰道鏡檢查時，會在陰道和子宮頸上塗抹盧戈氏碘液。正常的陰道組織因其高肝醣含量而染成棕色，而疑似癌變的組織則不會染色，呈現蒼白色。之後可對可疑組織進行活體組織檢查。這種檢查稱為席勒氏試驗（英语：Schiller's test）。
- 食道鱗狀細胞癌高風險患者通常會結合使用盧戈氏碘液內視鏡染色和窄頻影像進行追蹤檢查。[14]使用盧戈氏碘液後，低度分化不良的部分會呈現未染色或染色較淺的區域，而高度分化不良的部分則會始終保持未染色狀態。[15]
- 盧戈氏碘液也可用於更清楚觀察口腔內的黏膜牙齦交界（英语：mucogingival junction）處。類似於上述陰道鏡檢查的染色方法，齒槽黏膜含有高肝醣，會呈現陽性碘反應，而角化牙齦則不會。[16]
- 盧戈氏碘液也可用作氧化性抗菌劑，但其缺點是可能導致疤痕，並會短暫讓皮膚變色。可在之後用70%的乙醇溶液洗掉碘液。
- 由於波蘭政府未能充分了解車諾比核災的嚴重性，且將外洩輻射量高估，加上當時國內碘片供應不足，曾在事件發生後分發盧戈氏碘液供民眾做防護用途 。[17]

### 科學用途
- 盧戈氏碘液在革蘭氏染色中，可作為一種媒染劑（英语：mordant）。它在用結晶紫染色後及在乙醇處理前，施用1分鐘，以確保革蘭氏陽性菌的肽聚醣保持染色，使得革蘭氏陽性菌在顯微鏡下易於識別。
- 此溶液也用作檢測有機化合物中澱粉存在的指示劑，[18]溶液與澱粉反應時會呈現深藍色/黑色。其中的元素碘會與多醣的螺旋結構相互作用而讓澱粉染色。澱粉包括植物澱粉中的直鏈澱粉和支鏈澱粉，以及動物細胞中的肝醣。盧戈氏溶液無法檢測簡單糖類，如葡萄糖或是果糖。在病理學上的澱粉樣變中，澱粉樣沉積物（即染色類似澱粉，但實際上不是澱粉的沉積物）可能非常豐富，以至於受影響的器官對盧戈氏澱粉反應也會呈現肉眼可見的陽性染色。
- 盧戈氏碘液可用作細胞染色劑，讓細胞核更為清晰可見，並用於保存浮游植物樣本。
- 此外，盧戈氏溶液還可用於各種實驗中，觀察細胞膜如何利用滲透作用和擴散作用。
- 盧戈氏溶液也應用於海洋水族產業。它為珊瑚礁生物和大型海藻提供豐富的游離碘和碘化物來源。雖然這種溶液被認為對石珊瑚有效，但含有軟珊瑚（如Xenia）的系統被認為特別受益於盧戈氏溶液。盧戈氏溶液作為石珊瑚、軟珊瑚或皮革珊瑚的浸泡劑時，可幫助這些動物擺脫不必要的寄生蟲和有害細菌。這種溶液被認為能促進珊瑚改善色澤，並可能預防因光照強度變化引起的珊瑚白化，同時增強珊瑚蟲的擴張。軸孔珊瑚屬的藍色被認為會因使用碘化鉀而加深。專為水族箱使用而包裝的此類產品補充劑，可在專賣店和線上購得。
- 盧戈氏溶液及其他碘化物-碘溶液也可作為王水的低毒性替代品，無需強酸即可溶解黃金 。[19][20]

### 已淘汰的用途
盧戈氏碘液一直到1970年代初期常被推薦用於強姦受害者，目的為避免懷孕。這個想法源於實驗室發現這種溶液即使在1:32的高度稀釋比例下，似乎也能殺死精子。當時認為在事件發生後立即進行宮腔內使用盧戈氏碘液，將有助於避免懷孕。

## 副作用
盧戈氏碘液含有游離碘，含2%或5%濃度的溶液對黏膜（例如食道和胃的內壁）具有刺激性和破壞性。報導稱在內視鏡檢查中使用10毫升未稀釋的5%溶液曾導致胃部病變。5%碘溶液對大鼠的半數致死量（LD50）為14,000毫克/公斤（14克/公斤），對小鼠則為22,000毫克/公斤（22克/公斤） 。
世界衛生組織（WHO）有一個毒性分類標準。如果一種物質是透過口服進入人體，並且只要每公斤體重攝入5到50毫克就足以導致一半的實驗對象死亡，那麼這種物質就被列為毒性非常高（僅次於毒性最高的類別）。化學品分類及標示全球調和制度將此歸類為第2類，並附有"吞食致命"的危害說明。碘化鉀則不被認為是危險物質。

## 作用機制
上述的用途和效果，都是因為盧戈氏溶液具有有效游離元素碘，而這些游離元素碘能輕易地從溶液中元素碘分子與多碘化物離子之間的平衡作用中產生。

## 歷史
盧戈氏碘液在歷史上曾被用作甲狀腺功能亢進症的一線治療。這是因為給予藥理劑量的碘會導致甲狀腺中碘的有機化暫時受到抑制，這是由沃爾夫-柴可夫效應和普魯默效應等現象所引起。然而，它不適用於治療某些自體免疫引起的甲狀腺疾病，因為碘誘導的碘有機化阻斷可能導致甲狀腺功能低下症。由於可能誘發抵抗性甲狀腺功能亢進症，而不被視為一線療法，盧戈氏碘液與其他甲狀腺功能亢進症藥物一起使用時，可被視為輔助療法。
盧戈氏碘液歷來被用於補充碘缺乏症。由於其易於取得，以及含高量的碘化鉀，而被用作飲用水消毒劑。波蘭政府在1986年車諾比核災發生後，最初建議緊急使用盧戈氏碘液，以取代並阻斷放射性碘-131的攝入 。縱然已知盧戈氏碘液因其含有毒性的游離碘而並非最佳選擇，但其他消息來源指出，此次事故後，純碘化鉀水溶液最終被用於大部分的甲狀腺防護。有"強而有力的科學證據"顯示碘化鉀對甲狀腺的保護，有助於預防甲狀腺癌。在極難意料到的核緊急事件中，碘化鉀可在放射性碘釋出時提供人類一層寶貴的額外防護。
盧戈氏碘液在史上曾廣泛供應，並用於多種健康問題，但需採取一些預防措施 。盧戈氏碘液有時會被用於各種替代醫學療法。

## 社會與文化

### 監管
直到2007年，盧戈氏溶液在美國仍不受監管，可作為一般試劑、消毒劑、防腐劑或人用或獸用的非處方藥。
美國緝毒局（DEA）自2007年8月1日起將所有含元素碘濃度超過2.2%的碘溶液列為"第一類前體化學品" 而進行管制，原因為它們可能被用於非法製造甲基安非他命。不過，販售數量不超過一液體盎司（30毫升）的盧戈氏溶液則不受此法規限制。

### 配方與製造
盧戈氏溶液通常有不同濃度（標稱）:1%、2%、5%或10%。碘濃度高於2.2%的溶液受美國法規管制。如果嚴格按照美國法規解釋，由於盧戈碘液的配方（不只是純碘，還含有碘化鉀），當標稱總碘含量達到2.2%時，其中純碘的濃度就不能超過0.87%。
最常用的（標稱）5%溶液，是由5%（重量/體積）的碘（I2）和10%（重量/體積）的碘化鉀（KI）混合在蒸餾水中製成，其總碘含量為126.4毫克/毫升。因此，這（標稱）5%溶液的每一滴0.05毫升含有6.32毫克總碘。而（標稱）2%溶液的每一滴則含有2.53毫克總碘。
碘化鉀透過形成三碘化物離子(I3−)，使元素碘溶於水中。不可將盧戈氏碘液與碘酊（碘酒）溶液混淆，後者由元素碘和碘化物鹽溶解在水和酒精中製成。盧戈氏溶液不含酒精。
盧戈氏溶液的其他名稱另有：I2KI（碘-碘化鉀）、Markodine，強溶液（全面性）以及水性碘溶液（英國藥典）。

### 經濟學
英國國民保健署（NHS）在2015年的價格為每500毫升盧戈氏溶液為9.57英鎊。